# Рябих Леонід Дмитрович
Леонід Дмитрович Рябих (рос. Леонид Дмитриевич Рябых; 28 серпня 1928, с. Топорище, Житомирська область — 4 червня 2007, Санкт-Петербург) — російський та український науковець у сфері фармації, педагог, полковник медичної служби (1973), доктор фармацевтичних наук (1986), професор (1987), член-кореспондент товариства військової медицини, лауреат премії Ради Міністрів СРСР, начальник кафедри військово-медичного постачання та фармації Військово-медичної академії імені С. М. Кірова (1971-1989).
Проживав на станції Курсавка Ставропольського краю.
Після своєї смерті похоронений на Богословському кладовищі.

## Біографія
Леонід Рябих народився в селі Топорище Житомирської області Радянської України 28 серпня 1928 року.

### Освіта
Закінчив 1952 року П'ятигорський фармацевтичний інститут, Вищі академічні курси при Військово-медичній академії імені С.М.Кірова (1959) і Ад'юнктуру при кафедрі фармакології та фармації Військово-медичної академії імені С.М.Кірова в Ленінграді (1964).

### Кар'єра
Після закінчення інституту працював начальником виробничого відділу — інженером галогенової фабрики Ростовського обласного аптекоуправління. У 1953 році був призваний до Збройних Сил СРСР. Проходив службу в Туркестанському військовому окрузі з 1953 до 1961 року на посадах начальника аптеки полку, офіцера і старшого офіцера з медичного постачання медичної служби округу, начальника аптеки окружного військового госпіталю. У 1964 році став викладачем, а з 1971 по 1989 роки очолював кафедру військово-медичного постачання Військово-медичної академії.
Професор Леонід Рябих принципово змінив фармацевтичну підготовку на всіх циклах удосконалення військових провізорів. Курс військової фармації було розділено на три взаємопов'язані розділи: аналіз якості лікарських засобів у стаціонарних і польових умовах; польова технологія лікарських форм; організація роботи військових аптек і контрольно-аналітичних лабораторій.
Пріоритетними напрямами діяльності колективу кафедри військово-медичного постачання і фармації під керівництвом професора Рябих Леоніда Дмитровича були підготовка наукових кадрів в ад'юнктурі Військово-медичної академії за спеціальністю 14.04.03 «Організація фармацевтичної справи», підготовка керівного складу медичної служби Збройних Сил за фахом «Управління забезпеченням медичною технікою та майном військ (сил)», навчання курсантів факультетів підготовки лікарів для Сухопутних військ, Військово-повітряних сил та Військово-морського флоту з дисципліни «Військово-медичне постачання», професійна перепідготовка та удосконалення фармацевтичних кадрів Збройних Сил і Країн Варшавського Договору за фахом «Управління та економіка фармації» з метою вдосконалення знань для виконання нового виду діяльності.

## Наукові дослідження
- Аналіз якості лікарських засобів у стаціонарних і польових умовах, польової технології лікарських форм, організації роботи військових аптек і контрольно-аналітичних лабораторій;
- Вивчення стабільності лікарських засобів під час зберігання в різних кліматичних зонах і екстремальних умовах, зокрема за низьких температур Арктики й Антарктики;
- Розробка оригінальних експрес-методів визначення автентичності лікарських засобів у польових умовах, обґрунтування системи контролю якості та експертизи лікарських засобів у Збройних Силах.
- Нормування лікарських засобів, медичної техніки для Збройних Сил.
- Створення нових зразків медичної техніки, аптечного обладнання та оснащення для установ медичної служби.

## Науковий внесок
- Автор і співавтор понад 200 наукових і навчальних методичних праць, серед них 10 патентів і авторських свідоцтв на винаходи, три підручники й монографії, 32 навчальних посібники.
- Підготував 3 докторів і 12 кандидатів фармацевтичних наук. Серед учнів професори Б. А. Чакчир, П. Ф. Хвещук, С. З. Умаров, В. В. Трохимчук, д. фарм. н. В. Г. Храмов[1], які продовжили науковий напрям у військовій фармації та створили свої наукові школи.
- За розробку вітчизняних зразків медичної техніки вперше серед фармацевтичних працівників був відзначений премією Ради Міністрів СРСР.

## Основні праці
- Рябых Л. Д., Трохимчук В. В. Химические превращения препаратов группы оксимов в процессе хранения // Военно-медицинский журнал. — 1985. — № 10.
- Рябих Л. Д., Трохимчук В. В. Кількісне визначення ізонітрозину спектрофотометричним методом // Фармацевтический журнал. — 1984. — № 2.
- Рябых Л. Д., Трохимчук В. В. Стабильность плазмозамещающих растворов // Военно-медицинский журнал. — 1983. — № 8.
- Рябых Л. Д., Трохимчук В. В. Метод количественного определения унитиола // Фармация. — 1983. — № 3.
- Рябых Л. Д., Чакчир Б. А., Трохимчук В. В. О стабильности растворов изонитразина при хранении. // Военно-медицинский журнал. — 1986. — № 1.
- Рябых Л. Д., Милевский Е. И., Храмова Г. Г. Антимикробная активность экстрактов кумариноносного растения // Острые гнойные заболевания легких и плевры. Тезисы доклада конференции Военно-медицинской академии. 23—24 ноября 1983 г. — Л., 1983. — С. 94—95.
- Рябых Л. Д., Хвещук П. Ф. Выделение и количественное определение остола // Современные проблемы биоорганической химии и химии природных соединений. — Алма-Ата, 1984. — С. 98—103. Сб. депонирован в КазНИИНТИ 24.10.84, № 769 Ка-Д 84.
- Рябых Л. Д., Храмов В. Г., Шипулина Н. И., Храмова Г. Г., Рогачев М. В. Способ получения средства, обладающего ранозаживляющей активностью // Авторское свидетельство СССР № 1228861. Заявка от 18.12.84 № 3826857/28-14. Опубл. В Б. И., 1986, № 17; МКИ А 01 К 31/78. — УДК 615.32 (088.8).
- Храмов В. Г., Рябых Л. Д., Рогачев М. В. Способ качественного определения кумаринов и фурокумаринов // Авторское свидетельство СССР № 1231444. Заявка от 22.10.84 № 3826280/23-04. Опубл. в Б. И., 1986, № 18; МКИ G 01 N 21/78.-УДК 543.432 (088.8).
- Рябых Л. Д., Трохимчук В. В. Способ определения изонитрозина // Авторское свидетельство СССР № 1086375 СССР, МКИ G01N21/78.- № 3562941/23-04; Заявлено 04.02.83; Опубл. 15.04.84, Бюл. № 14.
- Рябых Л. Д., Трохимчук В. В. Способ определения аминокапроновой кислоты // Авторское свидетельство СССР № 1191790 СССР, МКИ G01N21/78. — № 3722585/23-04; Заявлено 06.04.84; Опубл. 15.11.85, Бюл. № 42.

## Нагороди
- Орден «Знак Пошани»;
- Лауреат премії Ради Міністрів СРСР;
- 12 медалей СРСР та іноземних держав;
- почесний військовий знак Міністерства оборони «Ветеран військової служби»;
- почесні грамоти Міністерства оборони.